# NGC 801
NGC 801 è una vasta galassia a spirale situata nella costellazione di Andromeda, a una distanza di circa 266 milioni di anni luce dalla nostra Via Lattea.

## Scoperta
La galassia è stata scoperta il 20 settembre 1885 dall'astronomo statunitense Lewis Swift.

## Descrizione
NGC 801 ha una classe di luminosità III e presenta una larga riga a 21 cm dell'idrogeno neutro.
Il database SIMBAD la classifica come galassia LINER, cioè una galassia il cui nucleo presenta uno spettro di emissione caratterizzato da larghe righe di atomi debolmente ionizzati. Viene inoltre classificata come galassia con un nucleo attivo.